# エーリク・ア・ローセンボー
エーリク・フレゼリク・クリスチャン・アレクサンダー（デンマーク語: Prins Erik Frederik Christian Alexander til Danmark, greve af Rosenborg, 1890年11月8日 - 1950年9月10日）は、デンマークの王族。デンマーク王子ヴァルデマーとその妃マリー・ドルレアンの三男。

## 生涯
1924年2月11日、エーリクはカナダのオタワで、カナダの材木王・鉄道王ジョン・ルドルファス・ブースの孫娘であるロイス・フランセス・ブース（1897年 - 1941年）と結婚した。平民女性との結婚によってエーリクは王位継承権を失い、「ローセンボー伯爵エーリク王子」と名乗った。また敬称も「Royal Highness」相当から「Highness」相当に格下げされた。夫妻は1男1女をもうけたが、1937年に離婚した。
- アレクサンドラ（1927年 - 1992年） - 1951年、デンマーク王室狩猟長Ivar Emil Vind-Röjと結婚
- クリスチャン（1932年 - 1997年） - 1962年、Karin Lüttichauと結婚

エーリクは1950年にコペンハーゲンで亡くなった。